# Münchner Kanalisation

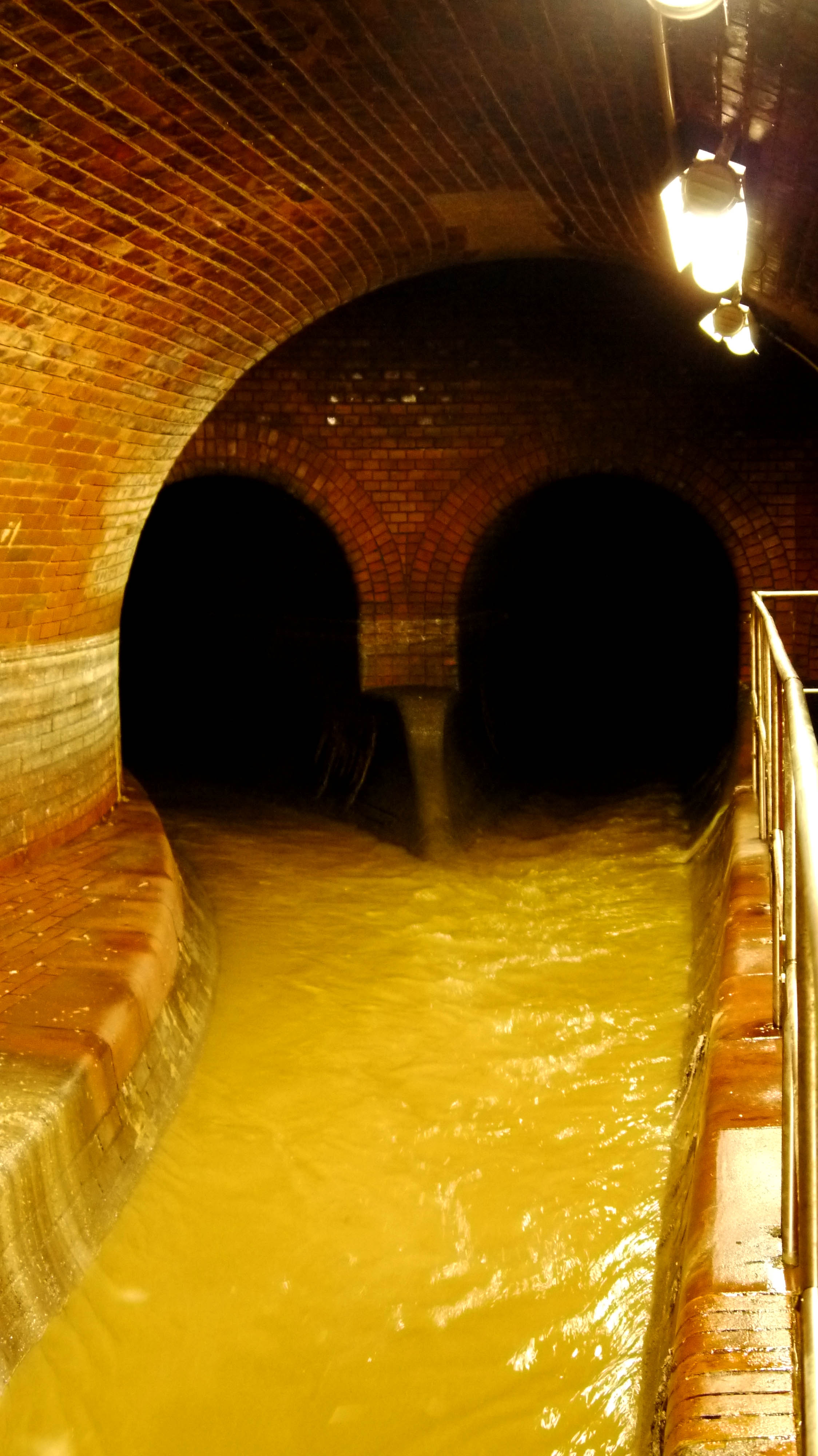
Kanal der Münchner Kanalisation

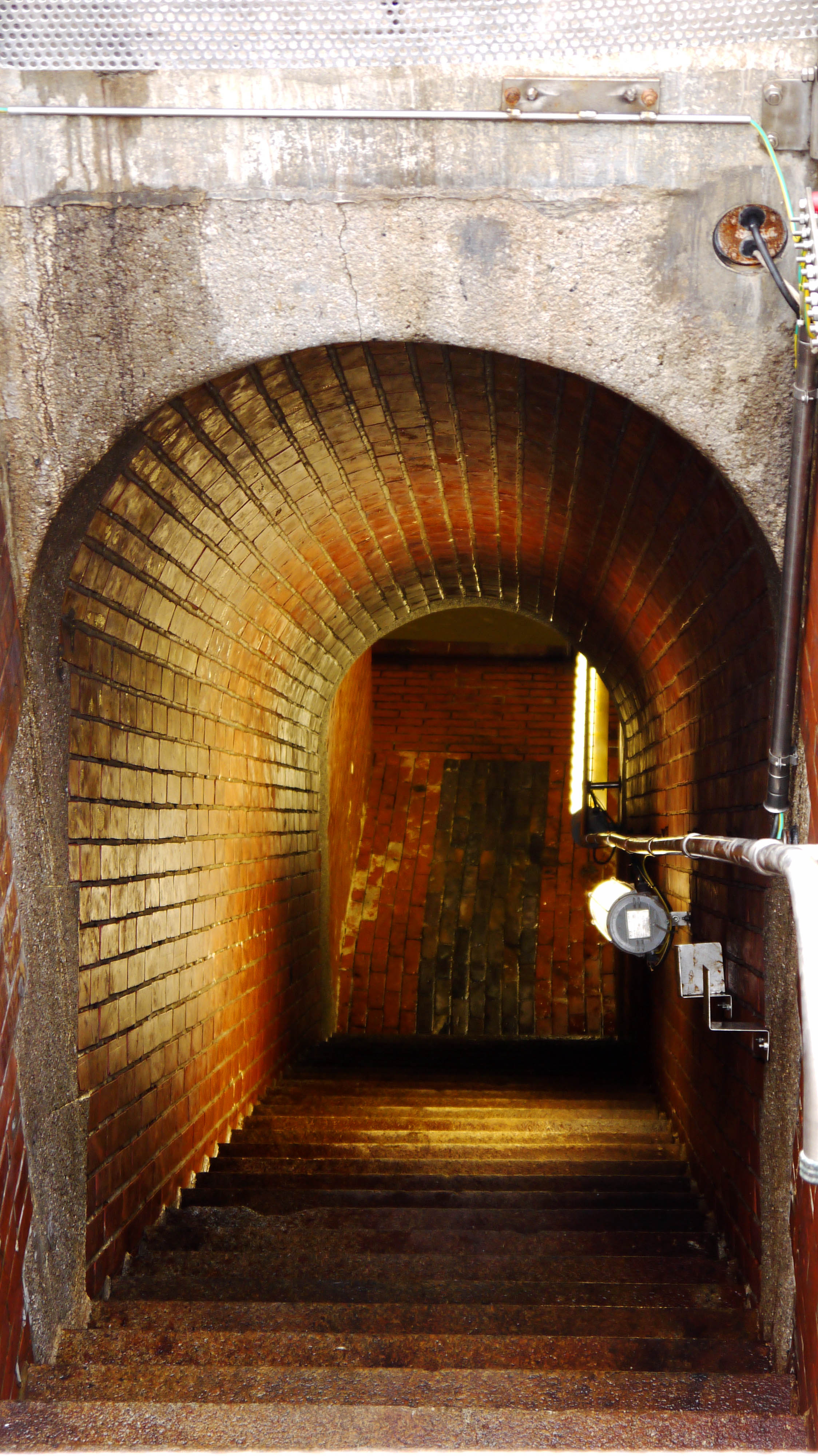
Eine der Einstiegstreppen zur Kanalisation

Die Münchner Kanalisation umfasst ein 2.436 Kilometer langes Kanalnetz und wird von der Münchner Stadtentwässerung betrieben. Dazu kommen knapp 920 Kilometer Kanalnetz der angeschlossenen (südlichen/südöstlichen) Zweckverbände und Gemeinden. Insgesamt wird etwa 560.000 Kubikmeter. Abwasser von etwa zwei Millionen Einwohnerwerten (Einwohner und Gewerbe) in das Netz eingeleitet.

## Geschichte

### Vor 1900
Im Jahr 1811 entstand der erste Abwasserkanal am Promenadeplatz in Richtung Hofgraben. Offiziell war dieser nur für Urin errichtet worden. Es landeten aber auch Fäkalien im Kanal. In den kommenden Jahren entstanden unsystematisch circa 21 Kilometer weitere Kanäle. Der Großteil der Fäkalien und weiterer Unrat wurden jedoch weiter auf den Straßen und in Abortgruben entsorgt.
1836 erkannte der Arzt und Hygieniker Max von Pettenkofer die Ursache von immer wiederkehrenden Seuchen in der schlechten Wasserversorgung und -entsorgung der Münchner Bürger. Seine Versuche, eine systemische Wasserversorgung und Abwasserentsorgung einzurichten, scheiterten am Geldmangel und am Desinteresse der Politik. Erst die Choleraepidemie von 1854 brachte ein Umdenken. Sie kostete noch 3.000 Münchner Bürger das Leben. Darunter war als prominentestes Opfer die bayerische Königin Therese. Die innerhalb kurzer Zeit auf 130.000 Anwohner angewachsene Stadt München versorgte bis dahin ihre Bürger mit Pumpbrunnen, deren Wasserqualität durch das Abwasser im Boden stark beeinträchtigt war. Max von Pettenkofer erreichte nun, dass die Regierung von Oberbayern die Stadtverwaltung Münchens mit dem Ausbau des Kanalsystems beauftragte.
Der Bauingenieur und spätere Stadtbaurat Arnold Zenetti plante den Bau und verantwortete die Durchführung des ersten Sielsystems der Schönfeld-, Max- und Ludwigsvorstadt. Zenetti wurde dazu für Recherchen nach Hamburg entsandt, um das dort schon existierende Kanalnetz zu studieren. Zurück in München baute er 25 Kanäle in der Münchner Innenstadt. In seiner Ära wurden etwa 50 Kilometer Kanäle gebaut, die nicht mehr in den nächsten Stadtbach führten, sondern in die Isar. Der britische Ingenieur James Gordon erstellte später einen Gesamtentwässerungsplan für München. Da Solln im Süden etwa 90 Meter höher als Freimann im Norden liegt, konnte in der Landeshauptstadt die kostengünstigere Schwemmkanalisation eingeführt werden, bei der Regenwasser den Dreck fortspült.
1885 entstand in der Stadtverwaltung München eine erste Abteilung zur Stadtentwässerung. Anfangs war insbesondere die Kanalreinigung wichtig, da sich die Anwohner immer wieder über die Geruchsbelästigung beschwerten. 1899 wurde die Schwemmkanalisation eingeführt, was zur Durchsetzung des Spülklosetts in München führte.

### Ab 1900
Das Münchner Kanalnetz wurde stetig systematisch erweitert. Zur Jahrhundertwende war es auf 225 Kilometer angewachsen. Rund 78 Prozent der damals 480.000 Einwohner waren an das Kanalsystem angeschlossen. Durch die Verbesserung der hygienischen Situation sank die Sterblichkeit deutlich von 41,7 Personen je 1.000 Einwohner im Jahr 1879 auf 15,6 Personen je 1.000 Einwohner im Jahr 1910. Jedoch wurden sämtliche Abwässer der Stadt nach Norden geleitet und landeten ungeklärt in der Isar. Der Unrat floss an Freising und Landshut vorbei, was dort wütende Proteste hervorrief. 1926 ging das erste Münchner Klärwerk Gut Großlappen in Betrieb. In den folgenden Jahrzehnten wurde das Kanalnetz systematisch weiter ausgebaut, die Abwassermenge stieg ebenfalls kontinuierlich an. Es wurde dringend ein zweites Klärwerk benötigt. Im Jahr 1989 nahm das Klärwerk Gut Marienhof seinen Betrieb auf. 1998 kam eine Klärschlammverbrennungsanlage auf Klärwerk Gut Großlappen zur Energieverwertung und Klärschlammentsorgung dazu (siehe Hauptartikel Münchner Stadtentwässerung).
Der Anschlussgrad an das Kanalnetz beträgt für die Landeshauptstadt im Jahr 2022 circa 99,8 Prozent, für das angeschlossene Umland etwa 99,6 Prozent.

## Kanalisation
Planung, Bau und Betrieb der Anlagen zur Abwasserableitung und Abwasserreinigung liegen in der Verantwortung der Münchner Stadtentwässerung (MSE). Die Reinigung, Instandhaltung, Sanierung sowie der Ausbau des rund 2.400 Kilometer langen Kanalnetzes ist eine weitere Aufgabe. Die MSE bietet auf Anfrage auch Führungen durch das Kanalsystem an.

### Das Netz
Das Kanalnetz verläuft grundsätzlich von Süden nach Norden und nutzt so das natürliche Gefälle aus. Querverbindungen sichern eine bedarfsgerechte Steuerung des Abwasserstroms. Die Kanäle haben Abmessungen von 25 cm bei den Kleinsten, bis 3,50 m Breite × 5,20 m Höhe bei den Größten. Sechzig Prozent sind begehbar, der Rest sind Rohre. Es gibt 35.000 Einstiege und über 80.000 Schächte.

### Regenrückhalteanlagen

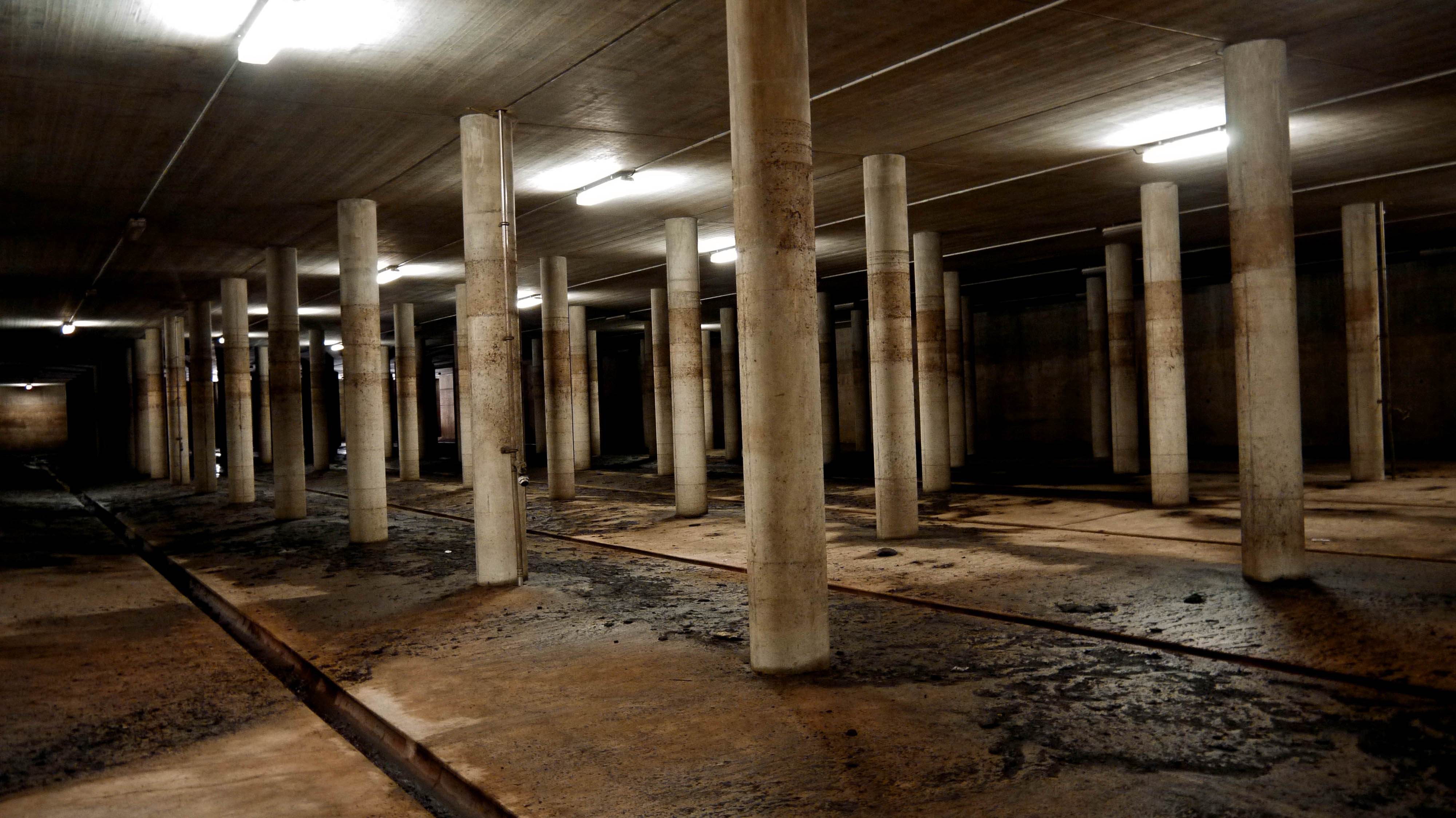
Regenrückhaltebecken unter dem Hirschgarten

In München fallen im Mittel circa 1.000 mm Niederschlag pro Jahr, was den höchsten Wert aller deutschen Großstädte darstellt. Um eine sichere Ableitung der durch den Regen stark verdünnten Abwässer zu gewährleisten, gibt es im Stadtgebiet momentan 23 Regenauslässe, die vom Kanalnetz direkt in die Isar führen. Seit 1979 gilt die gesetzliche Auflage, dass 90 Prozent der abbaubaren Schmutzstoffe durch ein Klärwerk geleitet werden müssen. Um diese Auflage zu erfüllen, werden große Niederschlagsmengen in unterirdischen Regenrückhalte- und Regenüberlaufbecken zwischengespeichert und bei nachlassendem Niederschlag kontrolliert den Klärwerken Gut Großlappen und Gut Marienhof zugeleitet. Bei starken Niederschlägen wird das Mischwasser aus dem Kanal über eine Betontrennwand, in die aus mehreren Teilbecken bestehenden unterirdischen Bauwerke geleitet. Ist ein Teilbecken gefüllt, läuft das Wasser weiter in das nächste Becken. Im Falle des zweistöckigen Regenrückhaltebeckens unter dem Hirschgarten werden die unteren Becken über Fallschächte gefüllt. Die Entleerung der oberen Becken erfolgt durch das Öffnen eines Schiebers, bei den tiefer liegenden Becken durch Pumpwerke. Durch einen Ablaufkanal wird das Mischwasser wieder dem städtischen Kanalnetz und somit einer Reinigung in den Klärwerken zugeführt. Die Münchner Stadtentwässerung betreibt innerhalb des Münchner Kanalnetzes Rückhalteeinrichtungen mit einem Gesamtvolumen von 703.000 m³. Zur Veranschaulichung: Dies entspricht in etwa einer Wassermenge, mit der sich das Spielfeld der Allianz-Arena 100 Meter hoch unter Wasser setzen ließe. (siehe Hauptartikel Münchner Stadtentwässerung)

### Abwasserreinigung
Das Abwasser wird in den zwei Großkläranlagen Gut Großlappen (München-Freimann) und Gut Marienhof (nördlich von München, Eching-Dietersheim) gereinigt und zur Nachklärung von Gut Großlappen aus in die Fischteiche am Ismaninger Speichersee und zu einem kleineren Teil in den Speichersee selbst geleitet. Gut Marienhof gibt das gereinigte Abwasser in Badegewässerqualität direkt in die Isar (siehe Hauptartikel Münchner Stadtentwässerung).

## Sonstiges
Die Münchner Stadtentwässerung hat in ihrer zentrale Kanalbetriebsstation an der Schleißheimer Straße 387a einen Trainingskanal. Hier können sich Mitarbeiter abseilen und in einem nachgebauten 1,50 Meter hohen Kanal die Reinigung üben.
An der Ecke Akademiestraße/Türkenstraße besteht seit dem 19. Jahrhundert der sogenannte Fremdeneingang zum Pettenkofer-Kanal. Er ist der älteste Fremdeneinstieg Münchens. Hier können interessierte Besucher im Rahmen einer Kanalführung einen Blick in den weitestgehend stillgelegten Kanalabschnitt gelangen.
Die Münchner Kanalisation war unter anderem Drehort für den Münchner Tatort, Schimanski, Silent Hill 3 und Notizen aus der Provinz.